# Herbert Graf
Herbert Graf (Vienna, 10 aprile 1903 – Ginevra, 5 aprile 1973) è stato un produttore teatrale austriaco di opera lirica, noto per essere stato il protagonista di uno dei casi clinici più importanti della storia della psicoanalisi.
Nacque a Vienna da Max Graf (1873-1958), autore, critico musicale e membro del circolo di Sigmund Freud.
Il caso clinico che lo riguarda, relativo a quella che sembrava una fobia infantile per i cavalli, e denominato "Il caso del piccolo Hans" dal grande psicoanalista austriaco, fu oggetto di un celebre studio freudiano (Analyse der Phobie eines fünfjährigen Knaben, 1909).

## Caso clinico del piccolo Hans
Secondo l'interpretazione di Freud, il cavallo - oggetto dei timori del bambino - avrebbe rappresentato il padre, di cui il piccolo Herbert (che Freud nel suo scritto designa con lo pseudonimo Hans), aveva paura. Egli era infatti nella fase edipica, durante la quale l'amore per la madre porta ad essere invidiosi, ed al contempo a temere, la figura del padre. La paura per un cavallo minaccioso che lo avrebbe potuto mordere entrando nella sua stanza, o che avrebbe potuto cadergli addosso, sarebbe quindi da mettere in relazione con il timore di una punizione da parte del padre, per i desideri inconsci del bambino verso la figura materna.
La paura di Herbert fu interpretata da Freud come l'esito della composizione di vari fattori, quali la nascita di una sorellina, il desiderio di sostituire il padre nel mondo affettivo-relazionale della madre, ed i primi conflitti emozionali relativi alla scoperta del sesso e della masturbazione compulsiva. L'ansietà dimostrata dal fanciullo sarebbe quindi derivata dall'attivazione di specifici meccanismi di difesa, e da una non completa rimozione degli impulsi libidici legati allo sviluppo sessuale.

## Vita adulta
Da adulto, Herbert Graf si dedicò al teatro e divenne primo direttore d'opera del Metropolitan di New York.
Durante la sua carriera negli Stati Uniti si batté per rendere l'opera lirica meno "aristocratica" e più accessibile alla gente, come esteriorizzazione e visualizzazione del mondo interiore della fantasia.
Per citare le sue stesse parole, si cimentò contro chi lavorava "per il proprio ingrandimento piuttosto che per la causa comune", ovvero la realizzazione di uno spettacolo armonioso ed espressivo.
Tuttavia, ciò facendo, finì per minimizzare la propria voce subordinandosi ai "grandi" e alle "primedonne". In una intervista concessa poco tempo prima di morire, facendo un bilancio della sua esistenza si definì un "uomo invisibile".
Ovvero, un professionista eccessivamente sminuito, ma soprattutto e prima ancora, un bambino trattato dagli adulti non come una persona che cresce ma come uno schermo su cui proiettare i loro bisogni e aspirazioni.

### Traduzioni italiane del saggio di Freud
- Sigmund Freud, Casi clinici, trad. Mauro Lucentini, Einaudi, Torino, 1952; Boringhieri, Torino, 1962; in Psicoanalisi infantile. Istruzione sessuale dei bambini e loro teorie sessuali, Collana Universale scientifica, [Bollati] Boringhieri, Torino, 1973; in Casi clinici vol. 4. Il piccolo Hans: analisi della fobia di un bambino di cinque anni, Collana Biblioteca n.21, [Bollati] Boringhieri, Torino, 1976.
- Sigmund Freud, Il caso del piccolo Hans. Analisi di una fobia in un bambino di cinque anni, traduzione di Celso Balducci, in: Casi clinici, Newton Compton, Roma, 1973-2021.
- Sigmund Freud, Il piccolo Hans, traduzione di Michela Marcacci, Introduzione di Daniele Del Giudice, cura di Mario Ajazzi Mancini, Collana UEF. Classici, Feltrinelli, Milano 1994; II° ed., ivi 2010, III° ed., ivi 2021.

### Critica
- (FR) Jean Bergeret, Le "Petit Hans" et la réalité, ou Freud face à son passé, 1987, ISBN 2-228-22430-8.